# Bob-Nordamerikacup 2014/15
Der Bob-Nordamerikacup 2014/15 war eine von der Fédération Internationale de Bobsleigh et de Tobogganing (FIBT) veranstaltete Rennserie, die mit dem Europacup 2014/15 zum Unterbau des Weltcups 2014/15 gehört. Er begann am 13. November 2014 in Park City und endete am 8. Februar 2015 ebendort. Die Ergebnisse der acht (Zweierbob) bzw. sechs (Viererbob) Saisonläufe an drei verschiedenen Wettkampforten flossen in das FIBT Bob-Ranking 2014/15 ein.

## Frauen

### Veranstaltungen
| Datum             | Ort         | Siegerin                              | Zweite                                 | Dritte                                   |
| ----------------- | ----------- | ------------------------------------- | -------------------------------------- | ---------------------------------------- |
| 13. November 2014 | Park City   | Elana Meyers Taylor Cherrelle Garrett | Jamie Greubel Poser Michelle Howe      | Kaillie Humphries Melissa Lotholz        |
| 14. November 2014 | Park City   | Jamie Greubel Poser Lauren Gibbs      | Mica McNeill Sian Huxtable             | Katelyn Kelly Kelly Curtis               |
| 21. November 2014 | Calgary     | Kaillie Humphries Kate O’Brien        | Elana Meyers Taylor Cherrelle Garrett  | Mica McNeill Sian Huxtable               |
| 22. November 2014 | Calgary     | Elana Meyers Taylor Cherrelle Garrett | Alexandra Rodionowa Nadeschda Palejewa | Nadeschda Sergejewa Julija Schokschujewa |
| 22. Januar 2015   | Lake Placid | Alysia Rissling Cynthia Appiah        | Katelyn Kelly Kelly Curtis             | Brittany Reinbolt Bonnie Kilis           |
| 23. Januar 2015   | Lake Placid | Alysia Rissling Cynthia Appiah        | Brittany Reinbolt Bonnie Kilis         | Katelyn Kelly Kelly Curtis               |
| 5. Februar 2015   | Park City   | Alysia Rissling Josée Theoret         | Brittany Reinbolt Shelby Williamson    | Nicole Vogt Brooklyn Holton              |
| 6. Februar 2015   | Park City   | Nicole Vogt Brooklyn Holton           | Brittany Reinbolt Shelby Williamson    | Alysia Rissling Courtenay Farrington     |

### Gesamtwertung
| Platz | Sportlerin          | Land               | Punkte |
| ----- | ------------------- | ------------------ | ------ |
| 1     | Alysia Rissling     | Kanada             | 806    |
| 2     | Brittany Reinbolt   | Vereinigte Staaten | 760    |
| 3     | Julia Corrente      | Kanada             | 664    |
| 4     | Fabiana Santos      | Brasilien          | 636    |
| 5     | Nicole Vogt         | Vereinigte Staaten | 634    |
| 6     | Katelyn Kelly       | Vereinigte Staaten | 478    |
| 7     | Christine de Bruin  | Kanada             | 452    |
| 8     | Alexandra Rodionowa | Russland           | 370    |
| 9     | Nadeschda Sergejewa | Russland           | 366    |
| 10    | Elana Meyers Taylor | Vereinigte Staaten | 350    |

## Männer

### Veranstaltungen
| Datum             | Ort         | Disziplin | Sieger                                                                              | Zweiter                                                                          | Dritter                                                                          |
| ----------------- | ----------- | --------- | ----------------------------------------------------------------------------------- | -------------------------------------------------------------------------------- | -------------------------------------------------------------------------------- |
| 13. November 2014 | Park City   | 2er       | Steven Holcomb Aaron Victorian                                                      | Nick Cunningham James Reed                                                       | Codie Bascue David Cremin                                                        |
| 14. November 2014 | Park City   | 2er       | Steven Holcomb Alex Harrison                                                        | Codie Bascue Carlo Valdes                                                        | Rudy Rinaldi Boris Vain                                                          |
| 15. November 2014 | Park City   | 4er       | Vereinigte StaatenNick Cunningham Casey Wickline James Reed Samuel Michener         | Vereinigte StaatenSteven Holcomb Jim Carriel Aaron Victorian Alex Harrison       | Vereinigtes KönigreichLamin Deen Justin Oro-Campos Richard Stead Andrew Matthews |
| 16. November 2014 | Park City   | 4er       | Vereinigtes KönigreichLamin Deen Keith McLaughlin Richard Stead Andrew Matthews     | Vereinigte StaatenCodie Bascue Kris Enslen David Cremin Trevor Christianson      | FrankreichLoïc Costerg Romain Heinrich Vincent Ricard Jérémie Boutherin          |
| 21. November 2014 | Calgary     | 2er       | Chris Spring Alexander Kopacz                                                       | Nick Poloniato Luke Demetre                                                      | Lamin Deen Justin Oro-Campos                                                     |
| 22. November 2014 | Calgary     | 2er       | Justin Kripps Bryan Barnett                                                         | Codie Bascue Kris Enslen                                                         | Nick Poloniato Efrem Violato                                                     |
| 23. November 2014 | Calgary     | 4er       | KanadaJustin Kripps Timothy Randall Bryan Barnett Benjamin Coakwell                 | KanadaKaillie Humphries Douglas McClelland Dan Dale Joey Nemet                   | Vereinigte StaatenElana Meyers Taylor Dustin Greenwood Carlo Valdes Adrian Adams |
| 23. November 2014 | Calgary     | 4er       | Vereinigtes KönigreichLamin Deen Keith McLaughlin Justin Oro-Campos Andrew Matthews | Vereinigte StaatenElana Meyers Taylor Dustin Greenwood Adrian Adams Carlo Valdes | Vereinigte StaatenCodie Bascue Kris Enslen David Cremin Trevor Christianson      |
| 22. Januar 2015   | Lake Placid | 2er       | Nick Poloniato Richard Bell                                                         | Colin Coughlin Kris Enslen                                                       | Jake Peterson Spiro Theodosi                                                     |
| 23. Januar 2015   | Lake Placid | 2er       | Nick Poloniato Isaiah Hoeppner                                                      | Colin Coughlin Trevor Christianson                                               | Jake Peterson Thomas Randall                                                     |
| 5. Februar 2015   | Park City   | 2er       | Ivo de Bruin Daniel Sunderland                                                      | Jake Peterson Reagan Page                                                        | Edson Bindilatti Edson Martins                                                   |
| 6. Februar 2015   | Park City   | 2er       | Ivo de Bruin Daniel Sunderland                                                      | Edson Bindilatti Edson Martins                                                   | Spence Heath Lachlan Reidy                                                       |
| 7. Februar 2015   | Park City   | 4er       | BrasilienEdson Bindilatti Edson Martins Odirlei Pessoni Davidson Henrique de Souza  | Vereinigte StaatenColin Coughlin Kris Enslen Dallas Irvin Trevor Christianson    | Vereinigte StaatenJake Peterson Dominic Crucitti Reagan Page Dennis Lindsay      |
| 8. Februar 2015   | Park City   | 4er       | BrasilienEdson Bindilatti Edson Martins Odirlei Pessoni Davidson Henrique de Souza  | Vereinigte StaatenColin Coughlin Kris Enslen Dallas Irvin Trevor Christianson    | Vereinigte StaatenJake Peterson Dominic Crucitti Reagan Page Dennis Lindsay      |

### Gesamtwertung Zweierbob
| Platz | Sportler         | Land               | Punkte |
| ----- | ---------------- | ------------------ | ------ |
| 1     | Colin Coughlin   | Vereinigte Staaten | 716    |
| 2     | Jake Peterson    | Vereinigte Staaten | 686    |
| 3     | Heath Spence     | Australien         | 670    |
| 4     | Nick Poloniato   | Kanada             | 624    |
| 5     | Ivo de Bruin     | Kanada             | 540    |
| 6     | Lucas Mata       | Australien         | 520    |
| 7     | Edson Bindilatti | Brasilien          | 512    |
| 8     | Taylor Austin    | Kanada             | 424    |
| 9     | Codie Bascue     | Vereinigte Staaten | 406    |
| 10    | Odirlei Pessoni  | Brasilien          | 373    |

### Gesamtwertung Viererbob
| Platz | Sportler            | Land                   | Punkte |
| ----- | ------------------- | ---------------------- | ------ |
| 1     | Edson Bindilatti    | Brasilien              | 416    |
| 2     | Jake Peterson       | Vereinigte Staaten     | 380    |
| 3     | Ivo de Bruin        | Kanada                 | 333    |
| 4     | Codie Bascue        | Vereinigte Staaten     | 330    |
| 5     | Colin Coughlin      | Vereinigte Staaten     | 312    |
| 6     | Elana Meyers Taylor | Vereinigte Staaten     | 312    |
| 7     | Kaillie Humphries   | Kanada                 | 298    |
| 8     | Lamin Deen          | Vereinigtes Königreich | 272    |
| 9     | Nick Poloniato      | Kanada                 | 264    |
| 10    | Loïc Costerg        | Frankreich             | 194    |

### Gesamtwertung Kombination
| Platz | Sportler         | Land                   | Punkte |
| ----- | ---------------- | ---------------------- | ------ |
| 1     | Jake Peterson    | Vereinigte Staaten     | 1066   |
| 2     | Colin Coughlin   | Vereinigte Staaten     | 1028   |
| 3     | Edson Bindilatti | Brasilien              | 928    |
| 4     | Nick Poloniato   | Kanada                 | 888    |
| 5     | Ivo de Bruin     | Kanada                 | 873    |
| 6     | Heath Spence     | Australien             | 858    |
| 7     | Codie Bascue     | Vereinigte Staaten     | 736    |
| 8     | Lamin Deen       | Vereinigtes Königreich | 630    |
| 9     | Taylor Austin    | Kanada                 | 560    |
| 10    | Lucas Mata       | Australien             | 520    |